# Жанна и отличный парень
Жанна и отличный парень (фр. Jeanne et le Garçon formidable) — французская кинодрама 1998 года. Первая совместная постановка режиссёров Оливье Дюкастеля и Жака Мартино. Показом ленты был открыт 48-й Берлинский кинофестиваль.

## Сюжет
Молодая привлекательная Жанна не лишена мужского внимания к себе. И хотя у неё много тех, кого она могла бы назвать «любовниками», но нет ни одного, кто мог бы стать её «любимым».
Любовь с первого взгляда застала Жанну неожиданно прямо в вагоне метро: напротив неё сидел тот самый идеальный мужчина, которого она так давно искала. Но потом выясняется, что любимый Жанны Оливье болен СПИДом, и возникает вопрос, сможет ли любовь победить болезнь.

## В ролях
| Актёр            | Роль       |
| ---------------- | ---------- |
| Виржини Ледуайен | Жанна      |
| Матьё Деми       | Оливье     |
| Жак Боннаффе     | Франсуа    |
| Валери Боннетон  | Софи       |
| Фредерик Горни   | Жан-Батист |